# سفارة تركيا في فرنسا
سفارة تركيا في فرنسا هي أرفع تمثيل دبلوماسي لدولة تركيا لدى فرنسا. تقع السفارة في باريس وهي تهدف لتعزيز المصالح التركية في فرنسا.

## وصلات خارجية
- قائمة سفارات تركيا
- قائمة السفارات في فرنسا